# آمپر ساعت

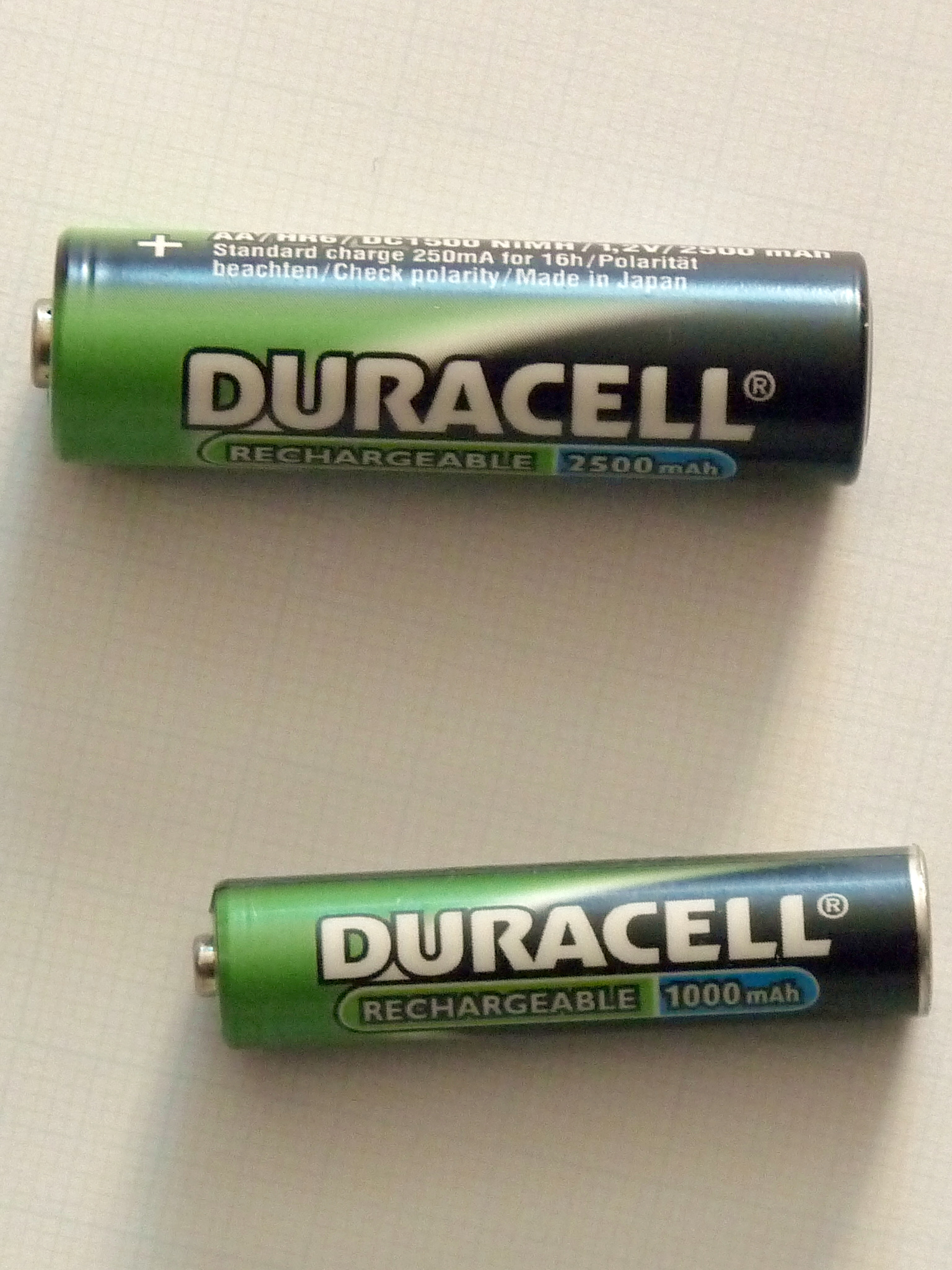
باتری‌های قابل شارژ، بالایی باتری سایز AA با ۲۵۰۰ میلی آمپرساعت (2500mAh) و پایینی باتری سایز AAA با ۱۰۰۰ میلی آمپرساعت (1000mAh)

یک آمپر ساعت (یا Ah, A·h, A h) یکایی از بار الکتریکی است. این مقدار بارالکتریکی با بار الکتریکی گذرنده به وسیلهٔ جریان ثابت ۱ آمپر در مدت ۱ ساعت برابر است. هر آمپر ساعت با ۳۶۰۰ کولن (آمپر ثانیه) برابر است. این یکا غیر اس‌آی است. زیر یکای آن میلی‌آمپر ساعت (mAh) برابر یک هزارم آمپرساعت است.

## استفاده
آمپر ساعت بیشتر برای اندازه‌گیری سامانه‌های الکتروشیمی مانند آبکاری الکتریکی و باتری بکار می‌رود که ولتاژ معمولاً مشخص است.
درتبدیل این یکا به انرژی، به خصوص در مورد باتری، باید در نظر گرفت که ولتاژ باتری در حین تخلیه ثابت نبوده و باید برای یافتن مقدار دقیق انرژی باید اطلاعات ولتاژ در طی زمان موجود باشد.

## واحدهای دیگر بار الکتریکی
ثابت فارادی که بار یک مول الکترون و ۲۶٫۸ آمپر ساعت برابر است. این بیشتر برای محاسبه‌های الکتروشیمی بکار می‌رود.
میلی‌آمپر ثانیه (mAs یا mA·s) یکایی برای اندازه‌گیری پرتوی ایکس بکار رونده در تصویربرداری تشخیصی و پرتودرمانی است. این کمیت با تمامی انرژی پرتوی ایکس فراوری شده به وسیلهٔ تونل با ولتاژ ثابت، متناسب است.

## منظور ازAHدر باتری چیست
طرفیت باتری بر حسب AH یا آمپر حساب می‌شود به این معنی که یک باتری در یک ساعت چند آمپر می‌تواند تولید کند.